# صدای سفید (فیلم)
صدای سفید (به انگلیسی: White Noise) فیلمی فراطبیعی ترسناک دلهره‌آور به کارگردانی جفری سکس و محصول سال ۲۰۰۵ می‌باشد. عنوان فیلم در واقع به پدیده صدای الکترونیکی (EVP) اشاره دارد که برخی اعتقاد دارند از منبع نامشخصی آمده و بر روی تجهیزات ضبط صدای الکترونیکی قابل شنیدن می‌باشد.

## داستان
جاناتان ریورز (مایکل کیتون) معماری موفق در حرفهٔ خود بوده و زندگی آرامی را در کنار همسرش آنا (چاندارا وست) ساخته، تا هنگامی که آنا بر اثر یک اتفاق ناگهانی به سوی دنیای ناشناخته‌ها پر می‌کشد.
سرانجام جاناتان با ریموند پرایس (ایان مک‌نیس) ارتباط برقرار می‌کند، ریموند کسی بود که ادعا می‌کرد فرزندش مدت‌ها پیش به سرنوشت آنا دچار شده و توانسته پیغامی را از طرف آنا به کمک پدیده صدای الکترونیکی ثبت نماید. در حالی که در ابتدا جاناتان از این موضوع ناامید بود اما سرانجام مطمئن می‌شود که صدا، صدای آنا می‌باشد.
بر خلاف هشدار یک روان‌شناس به جاناتان مبنی بر اینکه تلاش برای ارتباط با آنا می‌تواند تأثیرات مضری بر وی و اطرافیانش داشته باشد، باز تصمیم می‌گیرد با همسر خود ارتباط برقرار کند. ارتباط با همسری که اکنون در دنیایی ورای دنیای ماده‌ها و اجسام می‌باشد. در این راه زنی به نام سارا تیت (دبورا کارا آنگر) جاناتان را همراهی می‌کند، زیرا که وی نیز نامزد خود را از دست داده بود.
در اواسط فیلم، جسد ریموند که به طرز نامعلومی مرده بود پیدا می‌شود. جاناتان سه شکل سایه‌دار را پیدا می‌کند، و متوجه می‌شود این پیغام‌ها از طرف اشخاصی است که مدت‌ها پیش از این دنیا رخت بر بسته‌اند، یکی از آنها دختری گمشده به نام مری فریمن بود. بعدها سارا هم دست به خودکشی می‌زند. وی خود را از لبهٔ یک ساختمان بلند به پایین پرت می‌کند، مرگ وی توسط سه روح به شکل سایه رخ می‌دهد.
جاناتان در ادامه محل مرگ همسرش را از طریق نشانه‌هایی که در صدای ضبط شده مانده بود پیدا می‌کند و متوجه می‌شود یکی از کارگران ساختمانی شرکت خودش، فرزندش به نام مری را هم اسیر کرده‌است. سه روح به شکل سایه جاناتان را مورد اذیت و شکنجه قرار می‌دهند و باعث می‌شوند جاناتان به سوی مرگ قدم بردارد، اما تیم ضربت با سرپرستی کاراگاه اسمیت (مایک دوپود) به موقع وارد شده و مری را از مرگ نجات می‌دهند.
در پایان فیلم صدای جاناتان شنیده می‌شود که به فرزندش مری می‌گوید «متاسفم»، مری صدای پدر را تشخیص می‌دهد و لبخندی بر لبانش نقش می‌بندد.